# Lefty Frizzell

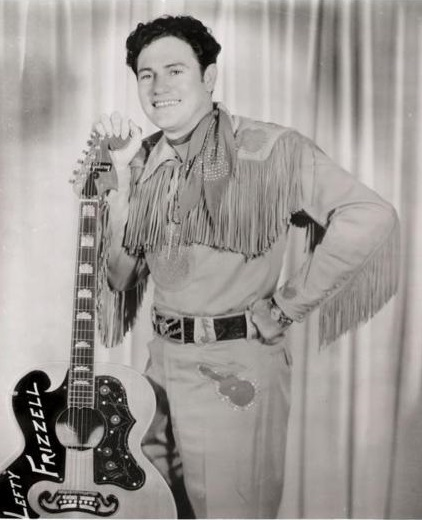
Lefty Frizzell, 1951.

Lefty Frizzell, född 31 mars 1928 i Corsicana, Texas, död 19 juli 1975 i Nashville, Tennessee, var en amerikansk countrysångare, gitarrist och låtskrivare. Han slog igenom i början av 1950-talet med låtar som "If You've Got the Money I've Got the Time", "I Want to Be with You Always" och "Always Late with Your Kisses". Hans sångstil inspirerade många senare countrymusiker, exempelvis Merle Haggard, Willie Nelson och George Jones. Trots framgångarna kantades hans liv under långa perioder av alkoholmissbruk. Han avled efter en stroke 1975, 47 år gammal. Han är sedan 1982 invald i Country Music Hall of Fame.